# Cocoihäger
Cocoihäger (Ardea cocoi) är en sydamerikansk fågel i familjen hägrar inom ordningen pelikanfåglar, nära släkt med den nordligare amerikanska gråhägern och Gamla världens gråhäger.

## Utseende och läten
Cocoihägern lik nära släktingen amerikansk gråhäger (Ardea herodias), och är därmed storväxt häger (102–127 cm) men har generellt mycket mer vitt i fjäderdräkten. Den skiljer sig framför allt genom helsvart på hjässa och huvudsidor nedan ögonen och vitt på halsen och övre delen av bröstet, ej grått. Bakre delen av undersidan är svart med vita lår, inte rostbruna. I flykten syns att ovansidan av vingen mestadels är vit med svartaktiga vingpennor (amerikansk gråhäger har grå vingar med skiffergrå vingpennor). Näbben är matt mangofärgad med grått längst in på övre näbbhalvan. Ögat är gult.

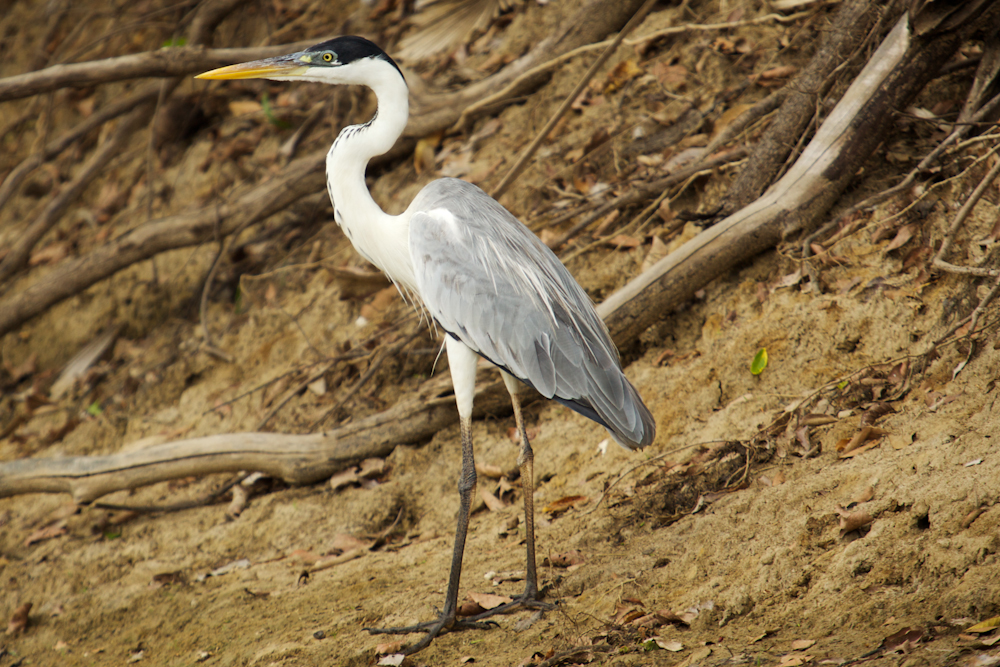
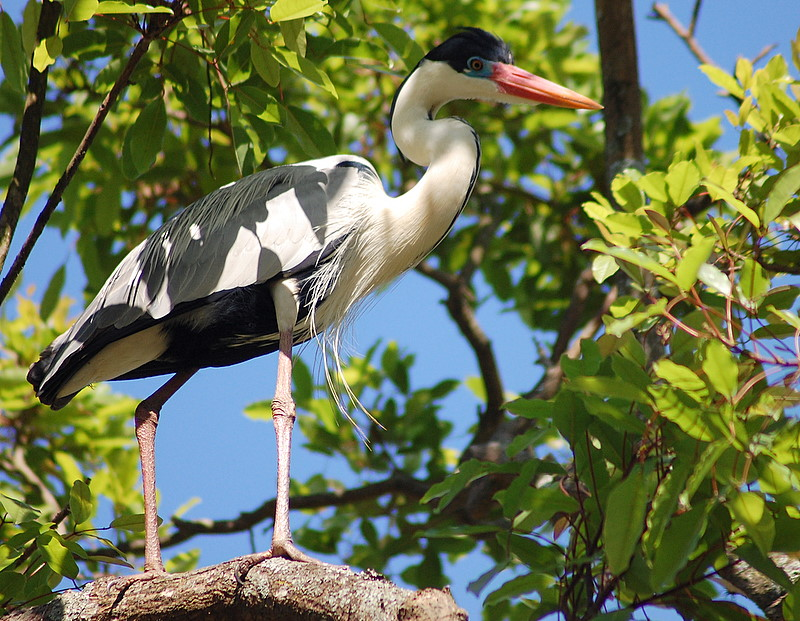
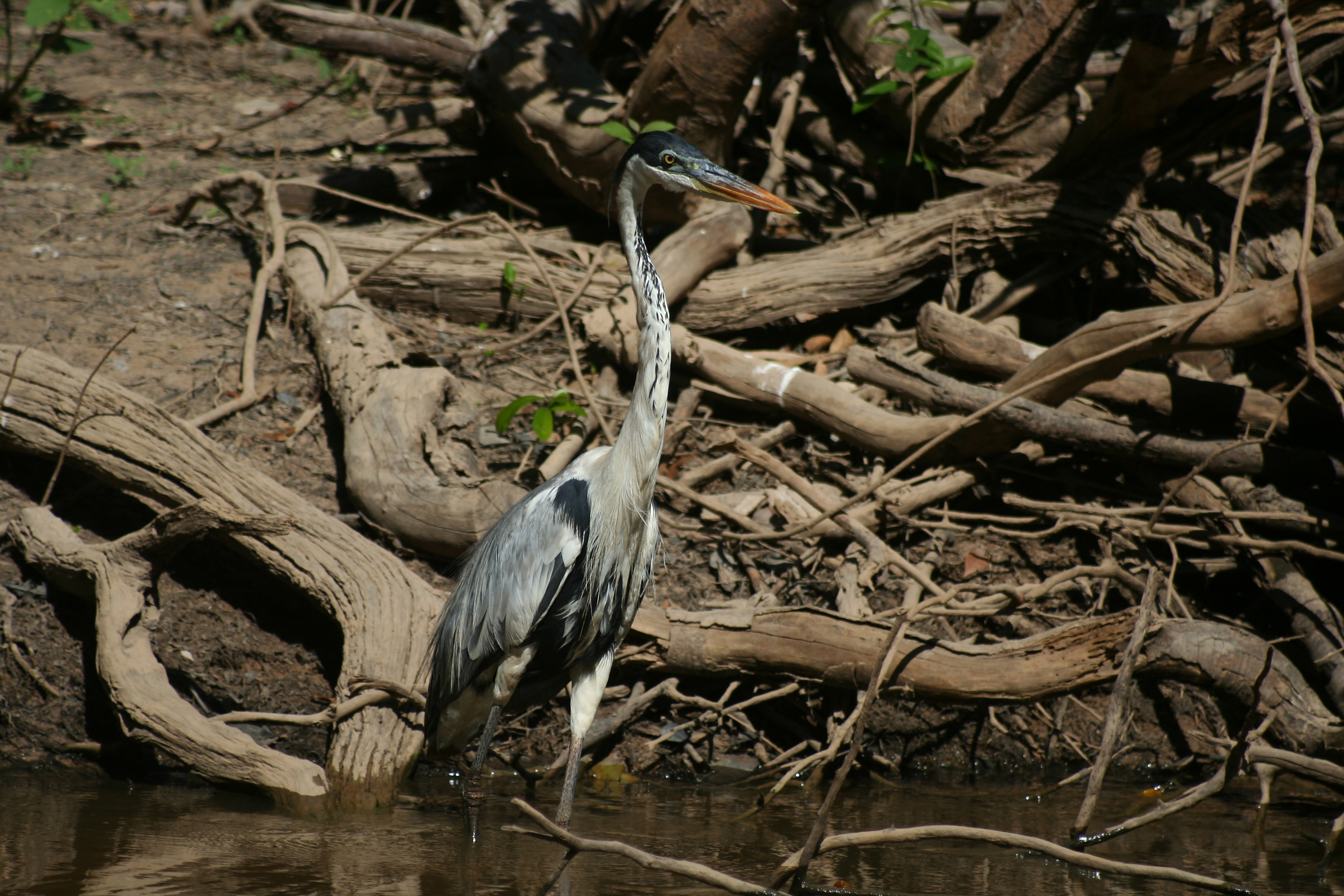

Lätet har inte beskrivits utförligt, men har samma karakteristiska gutturala skrin som andra stora grå hägrar, i engelsk litteratur återgivet som "rraahbm rraabb".

## Utbredning och systematik
Cocoihägern förekommer i Sydamerika nedanför Anderna, från östra Panama söderut till Aysén i Chile och Chubut i Argentina. Tillfälligt har den påträffats i Falklandsöarna samt på de sydatlantiska öarna Sankta Helena, Ascension och Tristan da Cunha. Den behandlas som monotypisk, det vill säga att den inte delas in i några underarter.

## Levnadssätt
Cocoihägern hittas i nästan alla typer av sötvattens- eller brackvattensvåtmarker, som mangroveträsk, flodmynningar, sjöar, kärr och floder. Den ses som andra stora hägrar ofta ensamma fiska helt stillastående intill vatten, ibland även vada runt på grunt vatten. Den häckar i små kolonier och bygger stora bon av kvistar som placeras en bra bit ovan mark.

## Status och hot
Arten har ett stort utbredningsområde och en stor population, och tros öka i antal. Utifrån dessa kriterier kategoriserar internationella naturvårdsunionen IUCN arten som livskraftig (LC).

## Namn
Fågelns svenska och vetenskapliga artnamn kommer av ett lokalt namn "Cocoi" eller "Cuca" för cocoihägern.